# Warburgia
Warburgia es un género de plantas perteneciente a la familia Canellaceae. Contiene cinco especies descritas y de estas, solo 4 aceptadas.

## Taxonomía
El género fue descrito por Heinrich Gustav Adolf Engler y publicado en Die Pflanzenwelt Ost-Afrikas C: 276. 1895. La especie tipo es: Warburgia stuhlmannii, Engl.

## Especies aceptadas
A continuación se brinda un listado de las especies del género Warburgia aceptadas hasta octubre de 2013, ordenadas alfabéticamente. Para cada una se indica el nombre binomial seguido del autor, abreviado según las convenciones y usos. 
- Warburgia elongata, Verdc.
- Warburgia salutaris, (Bertol.f.) Chiov.
- Warburgia stuhlmannii, Engl.
- Warburgia ugandensis, Sprague